# مدرسة القيادة
مدرسة القيادة عبارة عن منظمة أو كيان موجود داخل منظمة، يوفر التعليم الذي يركز على تطوير القادة.
ويمكن تنفيذ هذا النشاط على مستويات مختلفة. ويمكن أن يكون في شكل تدريب أو ندوات أو معاهد أو إطارات عمل أكثر شمولية تؤدي إلى منح شهادة أو درجة أو دبلومة.